# Give Sogn

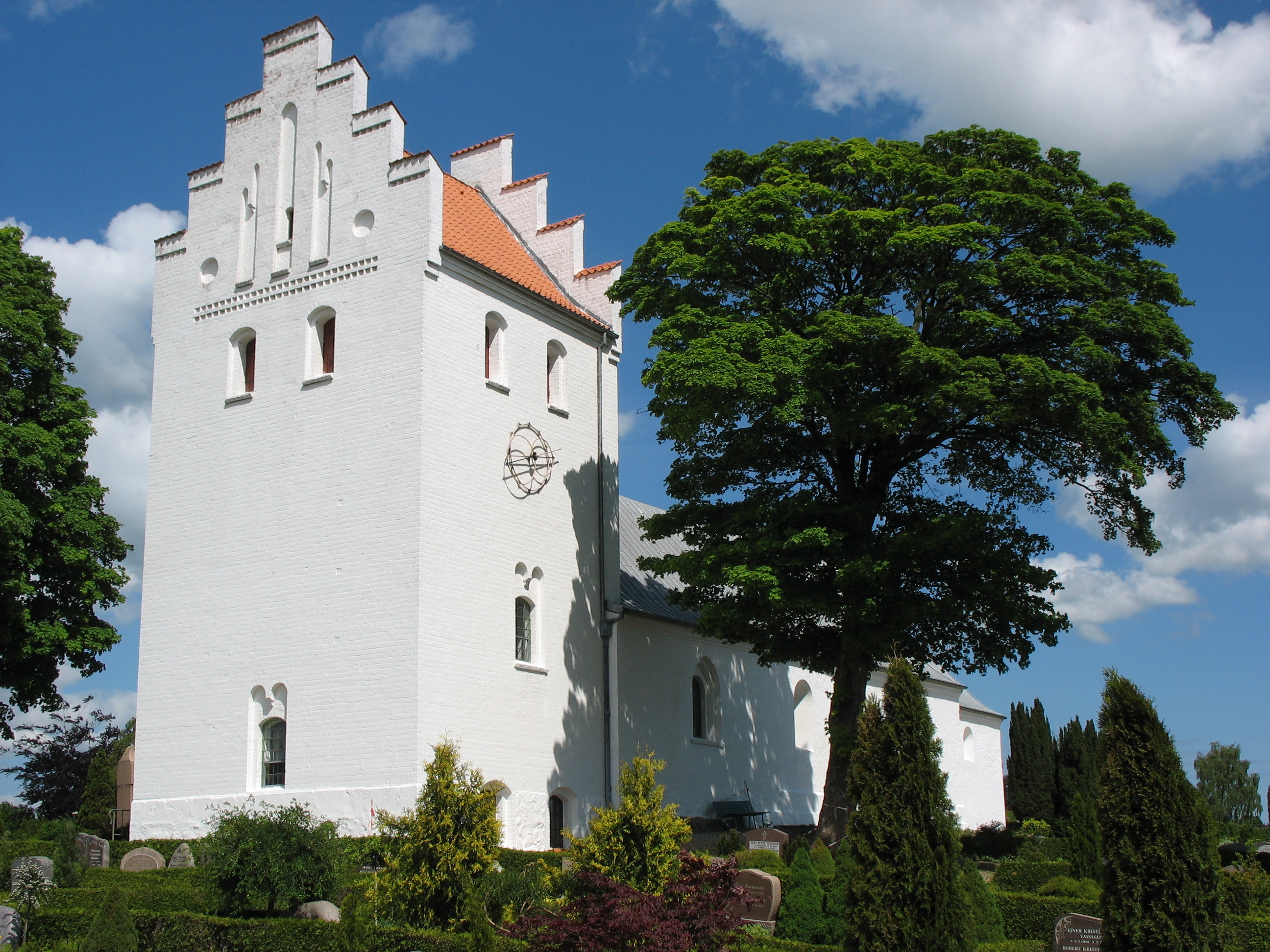
Give Kirke

Give Sogn ist eine Kirchspielsgemeinde (dän.: Sogn) im südlichen Dänemark. Bis 1970 gehörte sie zur Harde Nørvang Herred im damaligen Vejle Amt, danach zur Give Kommune im erweiterten Vejle Amt, die im Zuge der  Kommunalreform zum 1. Januar 2007 in der „neuen“  Vejle Kommune in der Region Syddanmark aufgegangen ist. Am 1. Oktober 2010 wurden die ehemalige Kirchenbezirk Farre Kirkedistrikt und Vorslunde Kirkedistrikt im Give Sogn mit der Abschaffung der dänischen Kirchenbezirke zu den selbständigen Sogne Farre Sogn und Vorslunde Sogn.
Im Kirchspiel leben 5328 Einwohner, davon 4682 im ehemaligen Kommunenzentrum Give (Stand:1. Januar 2023). Im Kirchspiel liegt die Kirche „Give Kirke“.
Nachbargemeinden sind im Nordosten Thyregod Sogn, im Osten Øster Nykirke Sogn und Givskud Sogn, im Südosten Gadbjerg Sogn, im Süden Lindeballe Sogn und Ringive Sogn, ferner in der benachbarten Billund Kommune im Südwesten Filskov Sogn und im Westen Blåhøj Sogn und Brande Sogn in der Ikast-Brande Kommune.